# 前田知頼
前田 知頼 （まえだ ともより、寛文2年（1662年） - 寛保2年3月19日（1742年4月23日）） は、加賀藩家老。人持組前田修理家第4代。
父は前田知臣。母は今枝近義の養女（日置忠治の娘）。正室は奥村悳輝の娘。子は前田知久、大槻朝元室。通称は萬之助、修理、斎宮。号は秋庵。

## 生涯
寛文2年（1662年）、加賀藩重臣前田知臣の子として生まれる。生家の前田修理家は、前田利家の三男修理知好を初代とする家で（知好は一族の前田利好の名跡を継いでいる）、加賀三前田の一つ。延宝5年（1677年）、父の死去により家督と遺領のうち5000石を相続する。元禄15年（1702年）、北野天満宮菅原道真公800年祭の代拝を務める。宝永2年（1705年）に若年寄、宝永4年（1707年）に家老となる。享保元年（1716年）、小松城代を兼ねる。1000石の加増を受けて知行6000石となる。享保12年（1727年）、梅鉢紋の使用を許可される。元文2年（1737年）、娘が大槻伝蔵（朝元）に嫁ぐ。元文4年（1739年）、隠居して家督を頼久に譲る。
寛保2年（1742年）3月19日死去。享年81。
娘婿の大槻伝蔵は、藩主前田吉徳に重用されるも、吉徳の死後失脚し、延享2年（1745年）に五箇山へ流罪となり、配所で自害した。縁者である頼久も遠慮の処分を受けた。

## 演じた俳優
- 杉山昌三九（テレビドラマ『徳川おんな絵巻』、1970年）